# Pseudohemiodon laticeps
Pseudohemiodon laticeps es una especie de peces de la familia Loricariidae en el orden de los Siluriformes.

## Morfología
• Los machos pueden llegar alcanzar los 29,8 cm de longitud total.

## Hábitat
Es un pez de agua dulce y de clima subtropical (24 °C-28 °C).

## Distribución geográfica
Se encuentran en Sudamérica:  cuencas de los ríos  Uruguay,  Paraná y  Paraguay.